# Possibles futurs
 (mai 2020).
Possibles futurs est un recueil de poèmes d’Eugène Guillevic (1907-1997) paru en 1996, le dernier publié du vivant du poète. Il est édité chez Gallimard. 
Selon Guillevic, ce recueil exprime « ce que vit un vieux poète toujours en révolte contre les à quoi bon ».

## Composition
Le recueil est composé de textes publiés entre 1986 et 1995 en tirages limités. Il comprend 9 poèmes en vers libres :
- La Plaine
- Elle
- Lyriques
- Le Matin
- De l'oiseau
- Le Soir
- L'Innocent
- Hôtes de la lumière
- Du silence

## Éditions
Le recueil est édité pour la première fois en 1996, aux éditions Gallimard, dans la collection Blanche. Il fait l'objet d'une réédition en 2007, puis en 2014, avec l'ajout d'une préface rédigée par Michaël Brophy et intitulée Le Don total.